# Josh Addo-Carr

a Compétitions nationales et continentales officielles uniquement.

b Matchs officiels uniquement.
Joshua Addo-Carr dit Josh Addo-Carr, né le 28 juillet 1995 à Blacktown (Australie), est un joueur australien de rugby à XIII évoluant au poste d'ailier dans les années 2010 et 2020.
D'origine aborigène, Joshua Addo-Carr naît et grandit en Nouvelle-Galles du Sud. Il s'adonne au rugby à XIII dès son plus jeune âge et fréquente les équipes jeunes des South Sydney Rabbitohs puis des Cronulla-Sutherland Sharks, tous deux situés sur Sydney. Finalement, il signe son premier contrat avec les Wests Tigers avec lesquels il dispute ses premières rencontres de National Rugby League (« NRL ») en 2016. L'année suivante, il rejoint pour quatre années le Melbourne Storm. Au sein de ce club qui domine alors la NRL, il y remporte le titre en 2017 et 2020, et s'affirme comme l'un des meilleurs ailiers du Championnat. En 2022, il revient sur Sydney et signe pour les Canterbury-Bankstown Bulldogs avec des performances individuelles continues, puis rejoint en 2025 les Parramatta Eels.
En sélection australienne, il est convoqué une première fois en 2019 pour deux rencontres puis dispute en tant que titulaire sur l'aile la Coupe du monde en 2022 qu'il remporte et en y étant meilleur marqueur d'essais. Concernant le State of Origin, il joue pour la sélection de Nouvelle-Galles du Sud à partir de 2018 où il y devient le titulaire au poste d'ailier et compte quinze sélections, il remporte les éditions 2018, 2019 et 2024.

## Biographie
Né à Blacktown dans la banlieue de Sydney, Josh Addo-Carr a une ascendance d'aborigènes d'Australie. Son grand-père, Wally Carr, est un ancien boxeur professionnel. Il pratique dès son jeune âge le rugby à XIII au sein du club des Doonside Roos (où sont également passés David Fifita, Andrew Fifita ou Blake Austin) avant de rejoindre Earlwood Saints puis La Perouse Panthers.
En fin de formation, il rejoint l'équipe réserve des Sharks de Cronulla-Sutherland entre 2014 et 2015, puis signe un contrat d'un an avec les Tigers de Wests avec lesquels il fait ses débuts en National Rugby League (« NRL ») lors de la saison 2016. En 2017, le Storm de Melbourne le recrute avec un contrat de trois ans à la suite du départ au rugby à XV de Marika Koroibete. Il forme lors de la saison l'une des plus redoutables paires d'ailiers de NRL en compagnie de Suliasi Vunivalu. Vainqueur du Grand Final 2020 avec le Melbourne Storm, il réalisé en fin de saison une exceptionnelle performance lors du State of Origin. Décalés en fin de saison en raison de la pandémie de Covid-19, le trois rencontres entre la New South Wales et le Queensland permettent à l'ailier d'inscrire un total de 4 essais lors des deux premières rencontres. Malgré cette belle performance, son équipe de Nouvelle-Galles du Sud s'incline 20-14 lors du match décisif.
Le 15 décembre 2020, une annonce officielle confirme le départ de Josh Addo-Carr du Melbourne Storm pour la fin de saison 2021. À l'issue de sa dernière saison avec le Storm, Josh Addo-Carr rejoindra les Canterbury Bulldogs  pour une durée de 4 ans.

## Palmarès
- Collectif :
  - Vainqueur  de la Coupe du monde : 2021 (Australie).
  - Vainqueur de la Coupe du monde de rugby à neuf : 2019 (Australie).
  - Vainqueur de la National Rugby League : 2017 et 2020 (Melbourne).
  - Vainqueur du State of Origin : 2018, 2019 et 2021 (Nouvelle-Galles du Sud).
  - Finaliste de la National Rugby League : 2018 (Melbourne).

- Individuel :
  - Meilleur marqueur d'essais de la Coupe du monde : 2021 (Australie).
  - Elu meilleur ailier de la National Rugby League : 2020 (Melbourne).

### Détails en sélection
| Matchs internationaux de Josh Addo-Carr | Matchs internationaux de Josh Addo-Carr | Matchs internationaux de Josh Addo-Carr | Matchs internationaux de Josh Addo-Carr | Matchs internationaux de Josh Addo-Carr | Matchs internationaux de Josh Addo-Carr | Matchs internationaux de Josh Addo-Carr | Matchs internationaux de Josh Addo-Carr | Matchs internationaux de Josh Addo-Carr | Matchs internationaux de Josh Addo-Carr | Matchs internationaux de Josh Addo-Carr | Matchs internationaux de Josh Addo-Carr |
|                                         | Date                                    | Adversaire                              | Résultat                                | Compétition                             | Poste                                   | Points                                  | Essais                                  | Pen.                                    | Drops                                   |                                         |                                         |
| --------------------------------------- | --------------------------------------- | --------------------------------------- | --------------------------------------- | --------------------------------------- | --------------------------------------- | --------------------------------------- | --------------------------------------- | --------------------------------------- | --------------------------------------- | --------------------------------------- | --------------------------------------- |
| sous les couleurs de l'Australie        |                                         |                                         |                                         |                                         |                                         |                                         |                                         |                                         |                                         |                                         |                                         |
| 1.                                      | 25 octobre 2019                         | Nouvelle-Zélande                        | 26-4                                    | Coupe Océanie                           | Ailier                                  | 4                                       | 1                                       | 0                                       | 0                                       |                                         |                                         |
| 2.                                      | 2 novembre 2019                         | Tonga                                   | 6-12                                    | Coupe Océanie                           | Ailier                                  | 0                                       | 0                                       | 0                                       | 0                                       |                                         |                                         |

### Détails en club
| Saison | Saison              | Championnat | Championnat  | Championnat | Championnat | Championnat | Championnat | Championnat | State of Origin | State of Origin | State of Origin | State of Origin | State of Origin | State of Origin | State of Origin | Sélection | Sélection | Sélection | Sélection | Sélection | Sélection | Sélection |
| Saison | Saison              | Comp.       | Class.       | M           | Pts         | Ess.        | Buts        | Dp.         | Ed.             | Rés.            | M               | Pts             | Ess.            | Buts            | Dp.             | Compet.   | M         | Pts       | Ess.      | Buts      | Dp.       |           |
| ------ | ------------------- | ----------- | ------------ | ----------- | ----------- | ----------- | ----------- | ----------- | --------------- | --------------- | --------------- | --------------- | --------------- | --------------- | --------------- | --------- | --------- | --------- | --------- | --------- | --------- | --------- |
| 2016   | Wests Tigers        | NRL         | 9e           | 9           | 24          | 6           | -           | -           |                 |                 |                 |                 |                 |                 |                 |           |           |           |           |           |           |           |
| 2017   | Melbourne Storm     | NRL         | Champion     | 27          | 92          | 23          | -           | -           |                 |                 |                 |                 |                 |                 |                 |           |           |           |           |           |           |           |
| 2018   | Melbourne Storm     | NRL         | Finaliste    | 25          | 72          | 18          | -           | -           | 2018            | Vainqueur       | 3               | 8               | 2               | -               | -               |           |           |           |           |           |           |           |
| 2019   | Melbourne Storm     | NRL         | Finale prél. | 23          | 64          | 16          | -           | -           | 2019            | Vainqueur       | 3               | 8               | 2               | -               | -               |           | 2         | 4         | 1         | -         | -         |           |
| 2020   | Melbourne Storm     | NRL         | Champion     | 21          | 64          | 16          | -           | -           | 2020            | Perdant         | 3               | 16              | 4               | -               | -               |           |           |           |           |           |           |           |
| 2021   | Melbourne Storm     | NRL         | Finale prél. | 22          | 94          | 23          | 1           | -           | 2021            | Vainqueur       | 2               | 8               | 2               | -               | -               |           |           |           |           |           |           |           |
| 2022   | Canterbury Bulldogs | NRL         | 12e          | 23          | 64          | 16          | -           | -           |                 |                 |                 |                 |                 |                 |                 | CM        | 5         | 48        | 12        | -         | -         |           |
| 2023   | Canterbury Bulldogs | NRL         | 15e          | 15          | 44          | 11          | -           | -           | 2023            | Perdant         | 3               | 4               | 1               | -               | -               |           |           |           |           |           |           |           |
| 2024   | Canterbury Bulldogs | NRL         | 1er tour     | 14          | 44          | 11          | -           | -           |                 |                 |                 |                 |                 |                 |                 |           |           |           |           |           |           |           |
| 2025   | Parramatta Eels     | NRL         |              | 3           | 4           | 1           | -           | -           |                 |                 |                 |                 |                 |                 |                 |           |           |           |           |           |           |           |